# Filattiera
Filattiera is een gemeente in de Italiaanse provincie Massa-Carrara (regio Toscane) en telt 2431 inwoners (31-12-2004). De oppervlakte bedraagt 48,9 km², de bevolkingsdichtheid is 50 inwoners per km².
De volgende frazioni maken deel uit van de gemeente: Caprio, Cavallana, Dobbiana, Gigliana, Lusignana, Migliarina, Ponticello, Rocca Sigillina, Scorcetoli (Stazione) en Serravalle.

## Demografie
Filattiera telt ongeveer 1128 huishoudens. Het aantal inwoners daalde in de periode 1991-2001 met 4,2% volgens cijfers uit de tienjaarlijkse volkstellingen van ISTAT.
| Jaar | Inwoneraantal |
| ---- | ------------- |
| 1991 | 2583          |
| 2001 | 2474          |

## Geografie
De gemeente ligt op ongeveer 213 m boven zeeniveau.
Filattiera grenst aan de volgende gemeenten: Bagnone, Corniglio (PR), Mulazzo, Pontremoli en Villafranca in Lunigiana.

## Galerij

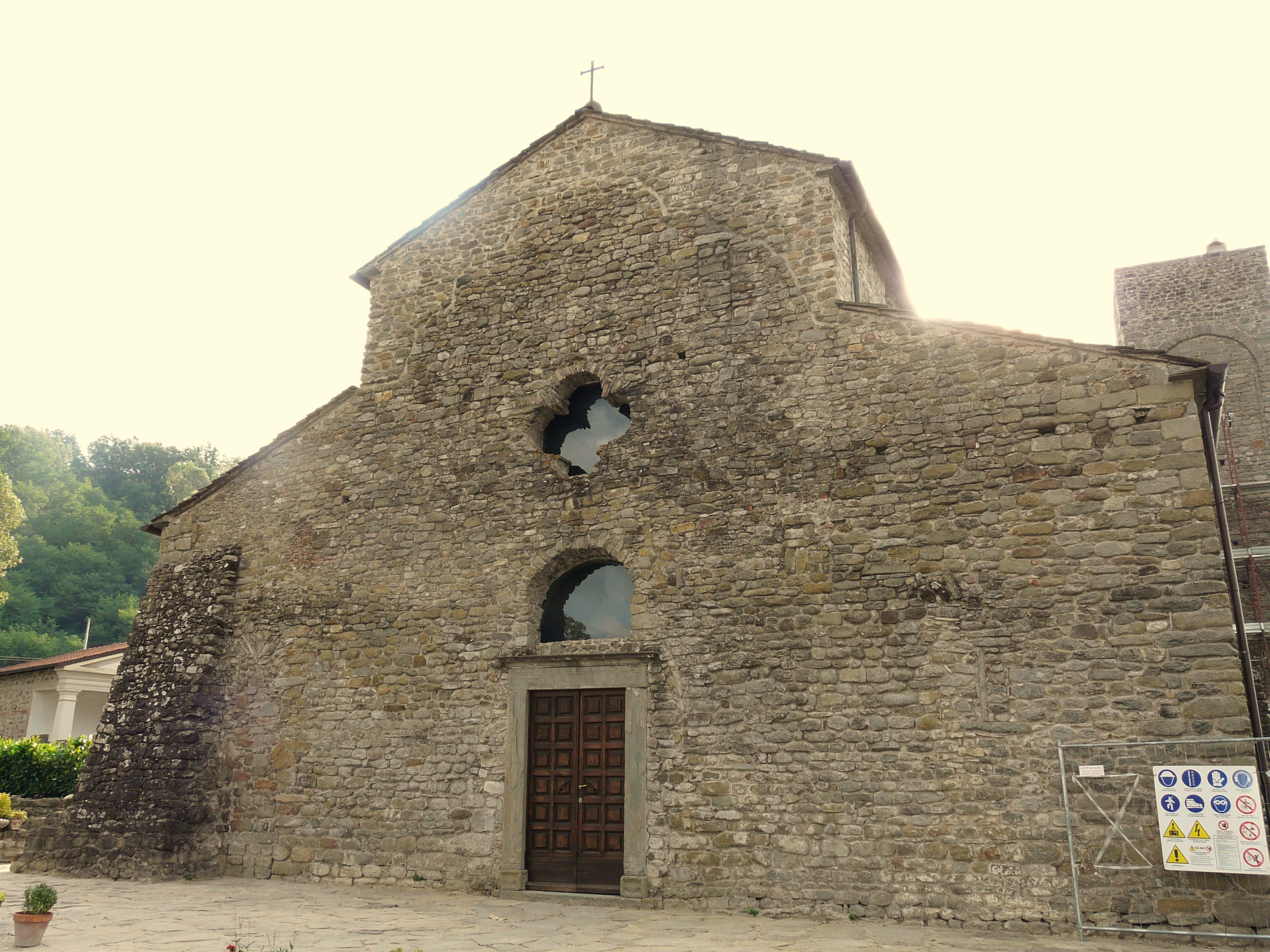
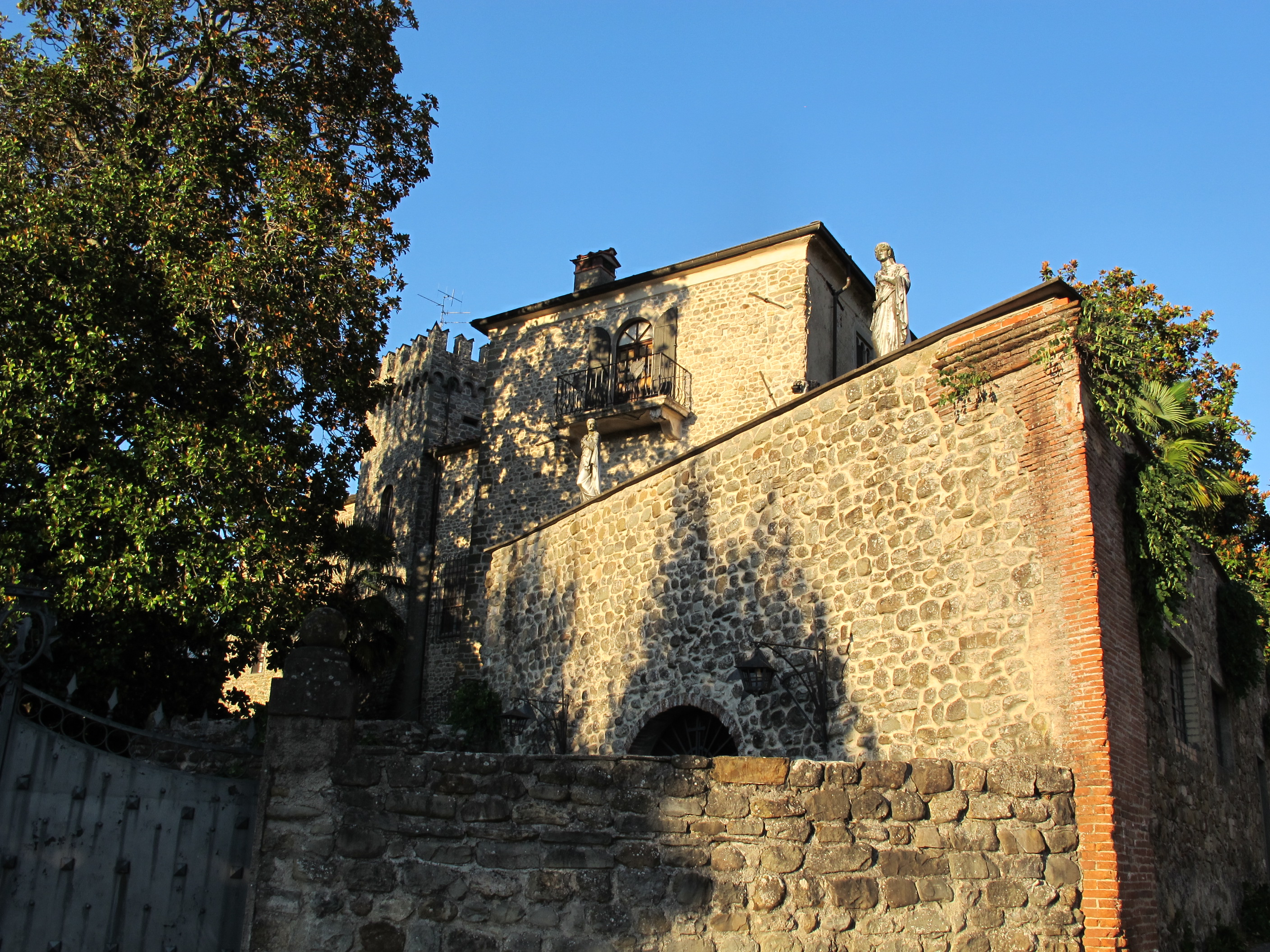
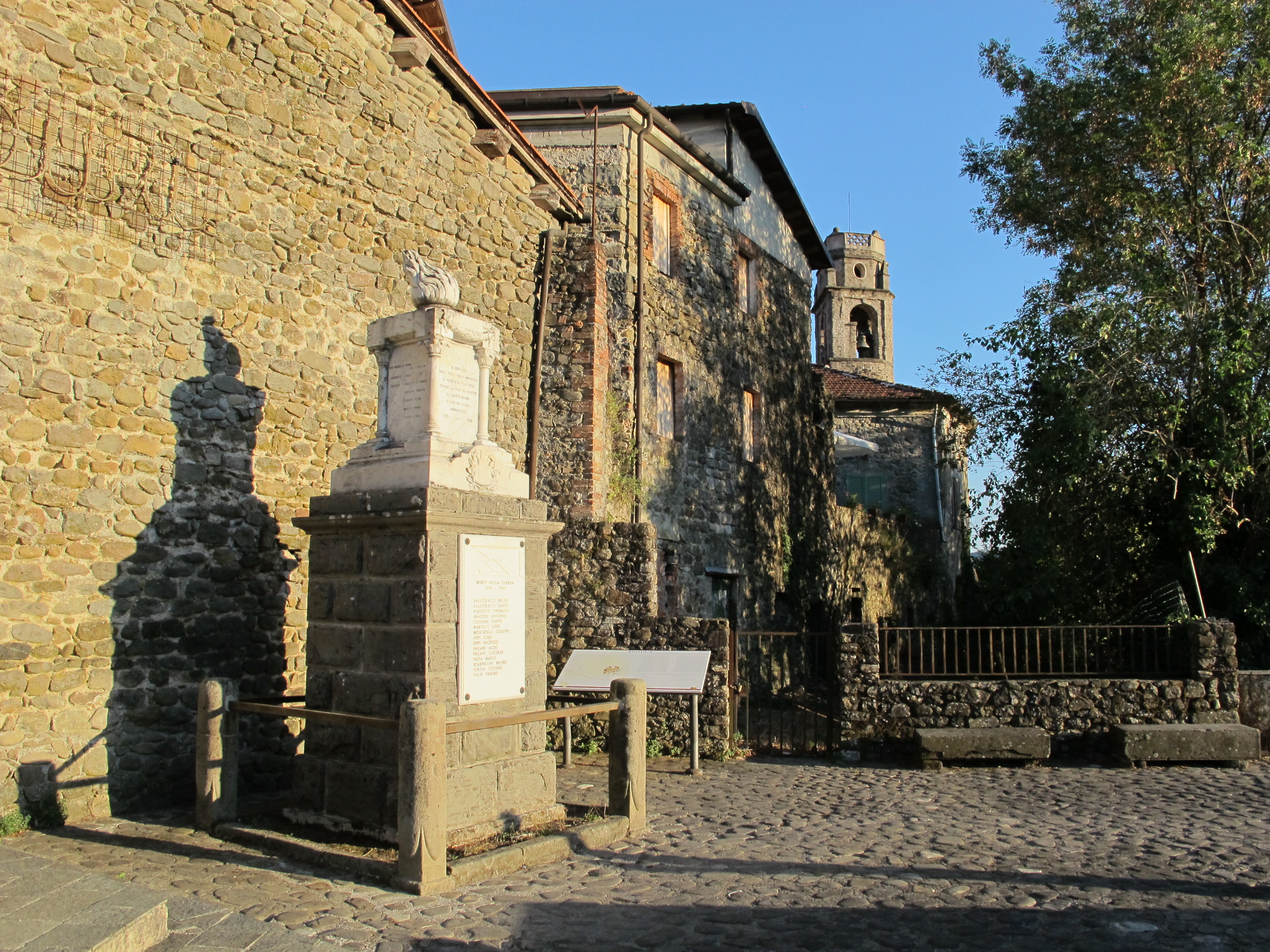
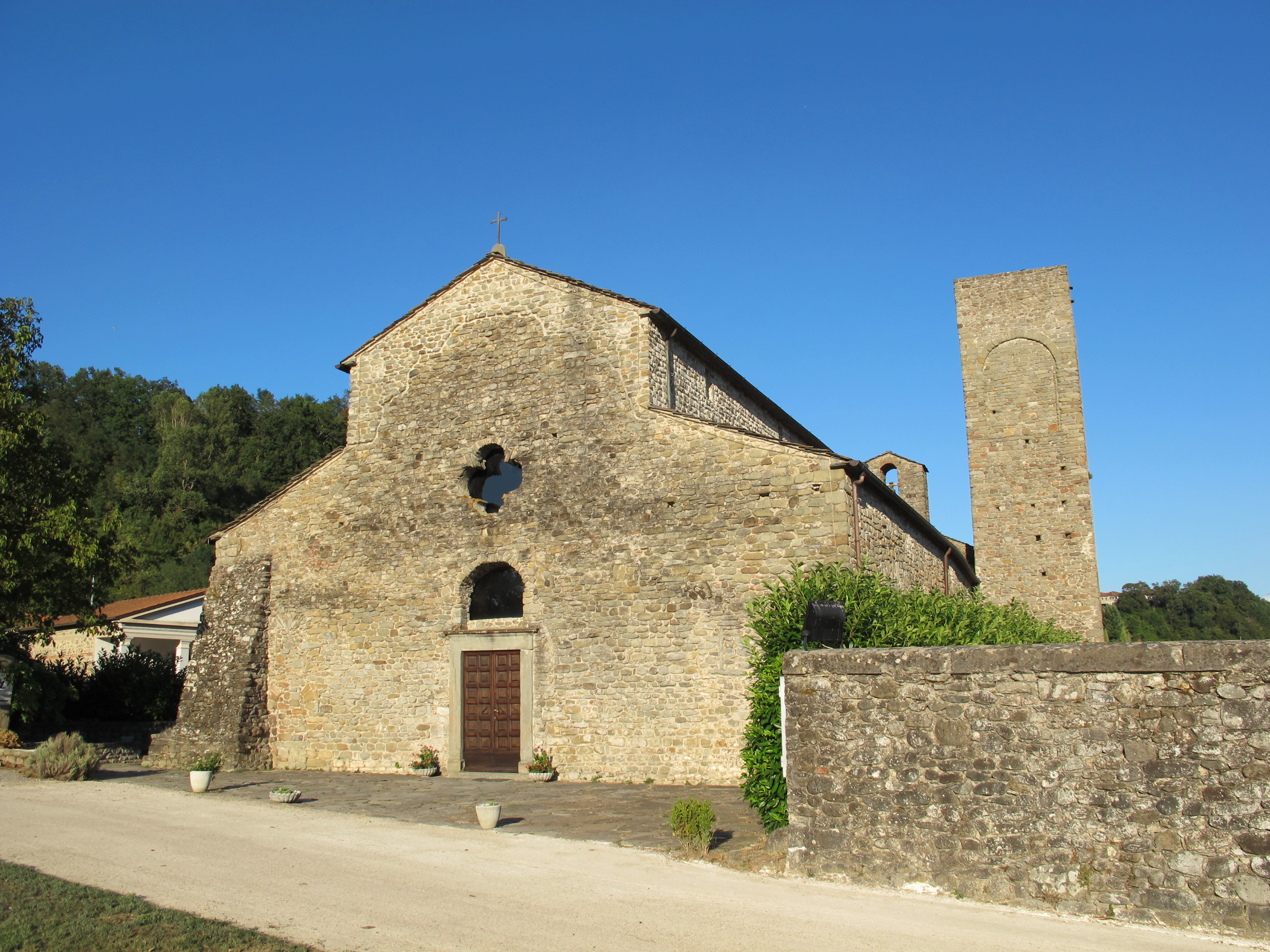
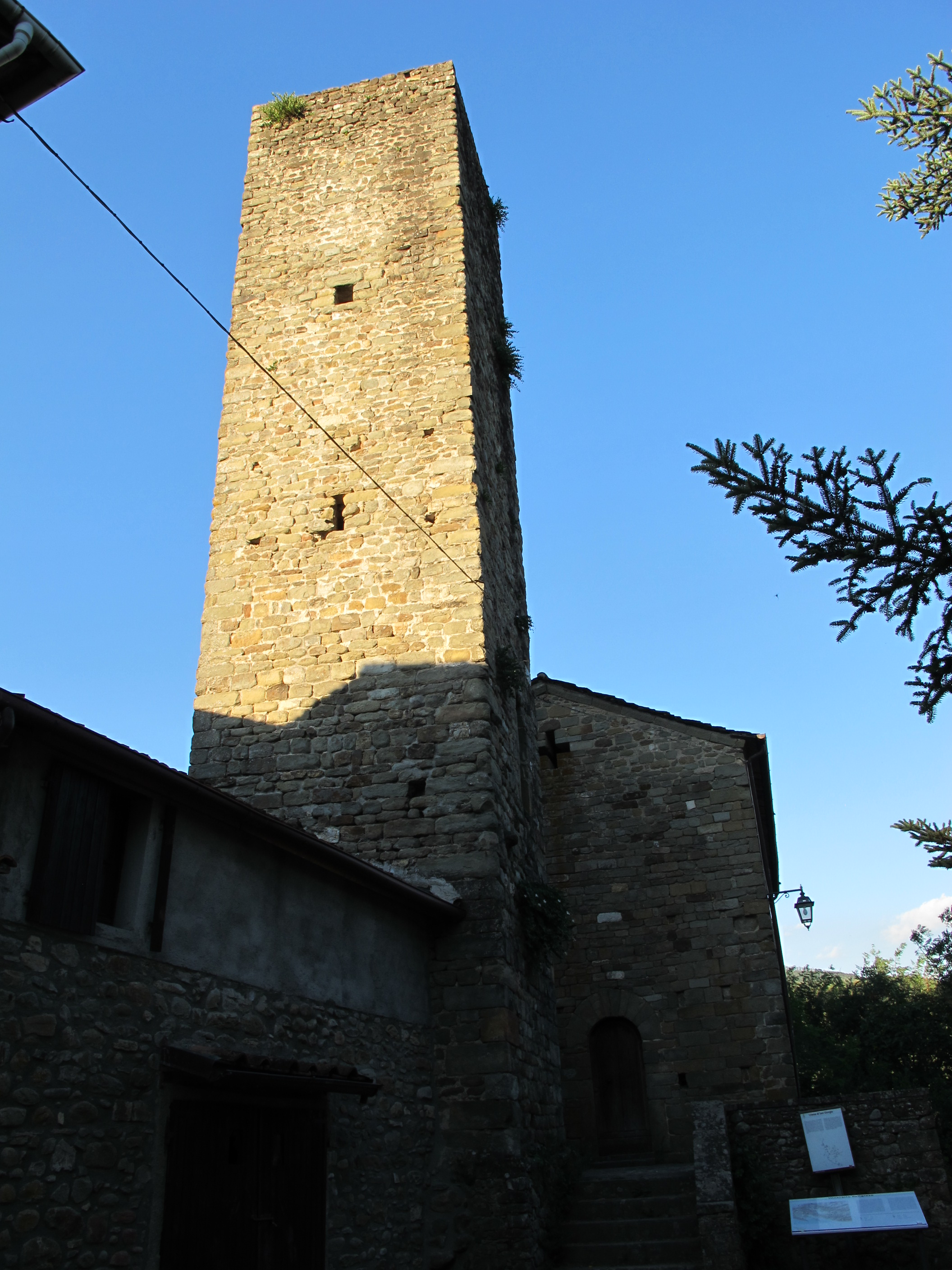
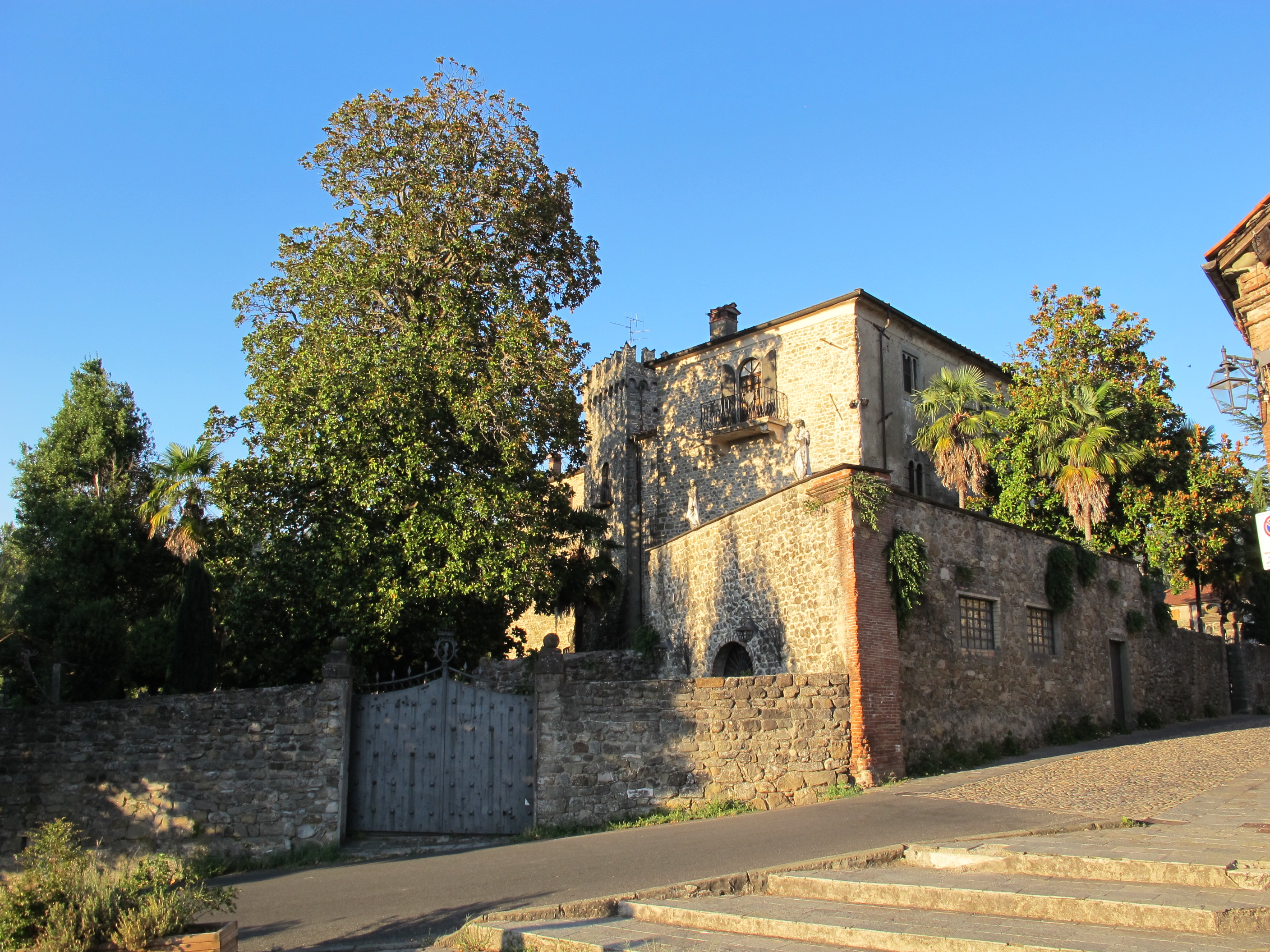

Aulla · Bagnone · Carrara · Casola in Lunigiana · Comano · Filattiera · Fivizzano · Fosdinovo · Licciana Nardi · Massa · Montignoso · Mulazzo · Podenzana · Pontremoli · Tresana · Villafranca in Lunigiana · Zeri
1. ↑  https://demo.istat.it/?l=it.